# Richard Bergström (farmaceut)
Richard Bergström, född 14 mars 1966 i Göteborg, är en svensk apotekare.

## Biografi
Richard Bergström är utbildad vid Uppsala universitet, där han avlade farmaceutexamen 1988. Han arbetade på Läkemedelsverket 1988–1992. 
Bergström har arbetat nio år med läkemedelsregistrering i Schweiz på Roche och Novartis. 2002–2011 var han verkställande direktör för branschorganisationen Läkemedelsindustriföreningen (LIF) och därefter 2011–2016 vd för lobbyorganisationen European Federation of Pharmaceutical Industries and Associations (EFPIA) i Bryssel. Han började i januari 2017 arbeta som chef för affärsområdet Pharma på det schweiziska dokumentsäkerhetsföretaget SICPA. Bergström har varit rådgivare till Världshälsoorganisationen (WHO) och har medverkat som expert i flera statliga utredningar. Han har även varit vice ordförande för Karolinska Institutet.
Richard Bergström utnämndes den 14 juni 2020 av Sveriges regering till Sveriges vaccinsamordnare i samband med den pågående coronaviruspandemin och Sveriges försörjning med ett framtida covid-19-vaccin. Formellt är han särskild utredare som en del av en kommitté underställd Socialdepartementet.
Sveriges Farmaceutförbund utsåg honom till Årets farmaceut 2011. Han blev vidare årets alumn vid Uppsala universitet 2022 och senare i januari 2023 promoverad till hedersdoktor på den Farmaceutiska fakulteten vid Uppsala universitet (11).